# Borststrijken
Borststrijken houdt in dat er gepoogd wordt om de groei van de borsten bij meisjes in het begin van hun puberteit te stoppen door met harde en/of verhitte objecten erop te slaan of ermee te masseren (vandaar het strijken). Deze behandeling wordt doorgaans uitgevoerd door de moeder van het meisje; de moeder zal als verweer aanvoeren dat ze dit doet om haar dochter te beschermen tegen seksueel misbruik waaronder verkrachting, en om een mogelijke tienerzwangerschap te voorkomen die de goede naam van de familie te schande zou maken, of om het meisje een grotere kans op het afronden van haar opleiding te geven in plaats van dat zij tot een kinderhuwelijk gedwongen wordt. Het wordt het meest toegepast in delen van Kameroen, waar jongens en mannen zouden denken dat meisjes met beginnende groei van hun borsten klaar zouden zijn voor geslachtsgemeenschap. Bepaalde verslagen suggereren dat dit gebruik ook is opgekomen onder de diaspora (emigranten) van Kameroen, bijvoorbeeld in Groot-Brittannië. De meest gebruikte instrument voor het platmaken is een houten vijzel, die normaal gesproken gebruikt wordt om knollen fijn te stampen. Andere gebruikte instrumenten zijn bladen van een plant, bananen, schillen van kokosnoot, slijpstenen, pollepels, spatels, en hamers die met kolen verhit zijn.

## Verspreiding van gebruik
Het platmaken van de borsten wordt toegepast in alle tien de regio's van Kameroen en is ook waargenomen in West- en Centraal-Afrika, in Benin, Tsjaad, Ivoorkust, Guinee-Bissau, Guinee-Conakry, Kenia, Togo en Zimbabwe. Het vegen van de borsten, "breast sweeping" is waargenomen in Zuid-Afrika. Alle etnische groeperingen in Kameroen, circa 200, zijn betrokken bij het platmaken van de borsten, zonder enige correlatie met religie, socio-economische status of andere kenmerk.  Een onderzoek in juni 2006 door een Duitse instituut voor hulp aan derdewereldlanden, Deutsche Gesellschaft für Internationale Zusammenarbeit (GIZ) bij meer dan 5.000 Kameroense meisjes en vrouwen van 10 tot 82 leerde dat bijna een kwart van hen deze behandeling had ondergaan, wat zou neerkomen op vier miljoen meisjes in Kameroen. Dit onderzoek vertelde ook dat het meest toegepast wordt in stedelijke gebieden, waar de angst bij de moeders voor seksueel misbruik groter is dan op het platteland. Het gebruik is het hoogst met 53 procent in de zuidoostelijke regio van Kameroen, Littoral. Ten opzichte van de christelijke en animistische zuiden, is het platmaken van de borsten minder gebruikelijk in het overwegend islamitische noorden, waar slechts 10% van de vrouwen behandeld zijn. Sommigen stellen dat dit verschil veroorzaakt wordt door het gebruik van kinderhuwelijken, die vaker in het noorden voorkomt, waardoor een vroege seksuele ontwikkeling van het lichaam niet relevant meer is of zelfs juist een pre is.
Een toename in de mate van dit gebruik in het begin van de 21ste eeuw wordt toegeschreven aan het eerder inzetten van de puberteit in het algemeen, veroorzaakt door verbeteringen in de voeding in Kameroen in de laatste halve eeuw. De helft van Kameroense meisjes met beginnende ontwikkeling van de borsten jonger dan negen jaar ondergaat de behandeling waarbij deze groei geremd of gestopt wordt, tegenover 38% van de meisjes onder elf jaar waarbij de ontwikkeling later inzet. Los hiervan is van 1976 tot begin 21ste eeuw het percentage van vrouwen die al getrouwd zijn voor hun 19e verjaardag gedaald van bijna 50% tot 20%, waardoor de tijdsduur tussen het begin van hun puberteit tot het huwelijk toeneemt. Deze toename kan veroorzaakt worden door veranderde sociale normen, waardoor meisjes en jonge vrouwen in staat gesteld wordt om naar school te gaan, deel te nemen aan vervolgopleidingen waaronder de universiteit en werk in de formele sector te krijgen (in plaats van zwart te moeten werken of thuis te blijven). Vrouwen die erin slagen om het huwelijk uit te stellen om opleiding te kunnen blijven volgen zijn financieel onafhankelijker ten opzichte van meisjes die jong zwanger worden en daardoor vaak voortijdig met school moeten stoppen. Deze meisjes verliezen hun perspectief op een betaalde baan.
De angst heerst dat dit gebruik zich ook verspreid heeft onder Kameroense emigranten en hun gemeenschappen, bijvoorbeeld in Groot-Brittannië. Een liefdadigheidsinstelling,CAME Women's and Girl's Development Organisation, werkt begin 21ste eeuw samen met de Londense Metropolitan Police en sociale diensten om bewustwording rondom en aandacht voor dit probleem te vergroten.

## Gevolgen voor gezondheid
Het platmaken van de borsten op deze wijze is extreem pijnlijk en kan schade toebrengen aan het weefsel. Ondanks dat er geen medische en/of psychologisch onderzoek is verricht naar de effecten waarschuwen medische experts dat dit de kans op borstkanker, cysten en depressie kan vergroten en zelfs van invloed kan zijn op borstvoeding op latere leeftijd. Andere mogelijke bijwerkingen, zoals beschreven door GIZ, omvatten de infectie van het borst, vorming van abcessen, misvormde borsten en het geheel stoppen van de groei van een of beide borsten. De wijze waarop het platmaken gebeurt verschilt sterk in mate van ernst, in het mildste vorm wordt verwarmde bladen gebruikt om op de ontluikende borsten te drukken en ze te masseren, in de ergste vorm wordt met een hete maalsteen de borstklieren verschroeid. De gevolgen voor de gezondheid van het meisje hangt sterk af van de mate en de wijze waarop het platmaken gebeurt, uiteenlopend van beperkt tot situaties waarin acute medisch ingrijpen noodzakelijk kan zijn.

## Tegenstand
Naast het gegeven dat het schadelijk is voor de gezondheid en algemene welbevinden van het slachtoffer, zou het beoogde doel van platmaken van de borsten op deze wijze niet eens effectief behaald worden, namelijk het uitstellen van seks op jonge leeftijd en bijbehorende tienerzwangerschap. GIZ (indertijd "GTZ" geheten) en het Netwerk van Tantes (Network of Aunties - RENATA), een Kameroense ngo die jonge moeders ondersteunt, voeren actie tegen het platmaken van de borsten en worden hierin ondersteund door het Kameroense "Ministry for the Promotion of Women and the Family. Hoewel er lobby is geweest om deze praktijk wettelijk strafbaar te maken was deze medio 2018 nog niet in werking getreden. Volgens een Kameroense advocaat kan, als een arts schade aan de borsten diagnosticeert, dan kan de dader in theorie tot drie jaar cel veroordeeld worden, mits de kwestie binnen een aantal maanden is aanhangig is gemaakt. Desondanks is het nog onduidelijk of een dergelijke wet bestaat daar er geen bekende gevallen zijn van een dergelijke veroordeling.
Het onderzoek van de GIZ geeft aan dat 39 procent van Kameroense vrouwen tegen het platmaken van de borsten is, 41 procent achter deze praktijk staat en 26 procent er neutraal tegenover staat.